# Incident Pinnacle-Nucflash
Un Incident Pinnacle-Nucflash és una paraula codi, utilitzada pel "United States National Military Command Center" (NMCC), per a descriure una situació caracteritzada per la detonació, o possible detonació accidental, o no autoritzada, d'una arma nuclear que creï un risc de guerra atòmica.
Un Pinnacle-Nucflash té la màxima prioritat en l'estructura de comunicació militar dels EUA.
Altres conceptes importants de la terminologia sobre incidents militars nuclears dels EUA són: l'Incident Pinnacle-Broken Arrow, per a referir-se a un incident nuclear accidental sense risc de guerra atòmica, o l'Incident Pinnacle-Empty Quiver, per a designar un cas de robatori, segrest o pèrdua d'una arma nuclear activa.

## Cultura popular
La pel·lícula Dr. Strangelove dirigida per Stanley Kubrick descriu, en clau de comèdia, un incident Pinnacle-Nucflash.